# Krljušt
Krljušt su pločice koje prekrivaju kožu neke životinje. U većini bioloških nomenklatura, krljušt (grčki λεπίς lepis, latinski squama) mala je kruta ploča koja raste iz kože životinje da bi joj se pružila zaštitu. Kod vrsta lepidopterana (leptiri i moljci), ljuske su ploče na površini krila insekata i pružaju obojenje. Krljušti su prilično česte i razvijale su se više puta kroz konvergentnu evoluciju, sa različitim strukturama i funkcijama.
Krljušti se generalno klasifikuju kao deo integumentarnog sistema. Postoje različite vrste krljušti prema obliku i klasi životinje.

## Riblje krljušti
Riblje krljušti su dermalnog porekla, specifično mezodermnot. Ova činjenica ih paleontološki razlikuje od krljušti gmizavaca. Genetski, isti geni koji su uključeni u razvoj zuba i dlaka kod sisara, takođe su uključeni u razvoj krljušti.
- Ganoidne ljuske na karbonskoj ribi Amblypterus striatus
- Plakoidne ljuske na limunskoj ajkuli (Negaprion brevirostris)
- Cikloidne ljuske na običnoj bodorci (Rutilus rutilus)

Riblje krljušti su dermalno izvedene, posebno u mezodermu. Ova činjenica ih paleontološki razlikuje od krljušti reptila. Genetski, isti geni uključeni u razvoj zuba i dlake kod sisara takođe su uključeni u razvoj ljuske.

### Kozmoidne krljušti
Prave kosmoidne krljušti mogu se naći samo na pripadnicima klade Sarcopterygian. Unutrašnji sloj krljušti je napravljen od lamelarne kosti. Povrh toga leži sloj sunđeraste ili vaskularne kosti, a zatim sloj materijala sličnog dentinu koji se zove kosmin. Gornja površina je keratin. Celakant ima modifikovane kosmoidne ljuske kojima nedostaje kosmin i tanje su od pravih kosmoidnih ljuski.

### Ganoidne krljušti
Ganoidne ljuske se mogu naći na garovima (familija Lepisosteidae), bičirima i trstikama (porodica Polypteridae). Ganoidne ljuske su slične kosmoidnim ljuskama, ali sloj ganoina leži preko kosminskog sloja i ispod emajla. Ganoidne krljušti su u obliku dijamanta, sjajne i tvrde. Unutar ganoina nalaze se jedinjenja gvanina, iridescentni derivati gvanina koji se nalaze u molekulu DNK. Iridescentno svojstvo ovih hemikalija daje ganoinu sjaj.

### Plakoidne krljušti
Plakoidne krljušti nalaze se na hrskavičnim ribama, uključujući ajkule i raže. Ove krljušti, koje se nazivaju i zubci, slične su po strukturi zubima i imaju jednu srednju i dve bočne bodlje. Preci savremenih riba sa čeljustima, ostrakodermi bez čeljusti i kasnije plakodermi sa čeljustima, možda su imali ljuske sa svojstvima plakoidnih i ganoidnih ljuski.

### Leptoidne krljušti
Leptoidne krljušti nalaze se na koštanim ribama višeg reda. Kako rastu, dodaju koncentrične slojeve. One su raspoređene tako da se preklapaju u pravcu od glave do repa, poput crepova, omogućavajući glađi protok vode preko tela i na taj način smanjuju otpor. Dolaze u dva oblika:
- Cikloidne ljuske imaju glatku spoljnu ivicu i najčešće su kod riba sa mekim zracima peraja, kao što su losos i šaran.
- Ktenoidne ljuske imaju nazubljenu spoljnu ivicu i obično se nalaze na ribama sa bodljikavim zracima, kao što su bas i Pomoxis.

## Reptilske krljušti
Vrste krljušti reptila uključuju: cikloidnu, granularnu (koje izgleda kvrgavo) i kobičastu (koje imaju središnji greben). Krljušti se obično razlikuju po veličini, čvršće, veće ljuske pokrivaju delove koji su često izloženi fizičkom stresu (obično stopala, rep i glava), dok su male ljuske oko zglobova radi fleksibilnosti. Većina zmija ima izuzetno široke ljuske na stomaku, a svaka ljuska pokriva stomak sa jedne strane na drugu.
Krljušti svih gmizavaca imaju epidermalnu komponentu (ono što se vidi na površini), ali mnogi gmizavci, kao što su krokodili i kornjače, imaju osteoderme u osnovi epidermalne ljuske. Takve ljuske se pravilnije nazivaju skutima. Zmije, tuatare i mnogi gušteri nemaju osteoderme. Sve reptilske ljuske imaju dermalnu papilu koja leži ispod epidermalnog dela, i tu se formiraju osteodermi, ako su prisutni.

## Ptičije krljušti
Ptičije ljuske nalaze se uglavnom na prstima i metatarzusu, ali se kod nekih ptica mogu naći i dalje na gležnju. Smatralo se da su krljušti ptica homologne onima reptila, ali se sada postoje dokazi da su evoluirale nezavisno, budući da su degenerisano perje.

## Sisarske krljušti
Primer ljuskavog sisara je pangolin. Njegove ljuske su napravljene od keratina i služe za zaštitu, slično oklopu armadila. Oni su konvergentno evoluirali, jer nisu povezani sa udaljenim precima sisara sličnim reptilima (pošto su terapsidi izgubili ljuske), osim što koriste sličan gen.
S druge strane, mošusni pacov-kengur ima ljuske na nogama i repu. Precizna priroda njegovih navodnih krljušti nije detaljno proučavana, ali izgleda da se strukturno razlikuju od krljušti pangolina.
Anomaluri takođe imaju ljuske na donjoj strani repa.
Epidermalno tkivo jastučića stopala kod većine vrsta sisara upoređeno je sa krljuštima drugih kičmenjaka. One verovatno potiču iz procesa kornifikacije ili kržljavog krzna, slično kao što su ptičije krljušti nastale od zakržljalog perja.

## Ljuske člankonožaca
Leptiri i moljci - red Lepidoptera (grčki „krljušno-krilati”) - imaju opnasta krila prekrivena nježnim, praškastim ljuskama, koje su modifikovane čekinje. Svaka ljuska sastoji se od niza sitnih naslaganih pločica organskog materijala. Leptiri imaju tendenciju da imaju široke i spljoštene ljuske, dok su kod moljaca obično uže i više nalik dlakama. Ljuske su obično pigmentirane, ali neke vrste ljuski su metalične, ili prelivne, bez pigmenata; budući da je debljina trombocita istog reda kao i talasna dužina vidljive svetlosti, ploče dovode do strukturne obojenosti i iridescencije kroz fizički fenomen opisan kao tankoslojna optika. Najčešća boja proizvedena na ovaj način je plava, kao što su Morpho leptiri. Druge boje se mogu videti na moljcu zalaska sunca.

## Literatura
- Kardong, Kenneth V. (1998). Vertebrates: Comparative Anatomy, Function, Evolution (second изд.). USA: McGraw-Hill. стр. 747 pp. ISBN 978-0-697-28654-3.
- Helfman, G.S.; B.B. Collette; D.E. Facey (1997). The Diversity of Fishes. Blackwell Science. стр. 33–36. ISBN 978-0-86542-256-8.
- Helfman, G.S.; B.B. Collette; D.E. Facey (1997). The Diversity of Fishes. Blackwell Science. стр. 33–36. ISBN 978-0-86542-256-8.
- Schultze, H.P. (2016). „Scales, enamel, cosmine, ganoine, and early osteichthyans”. Comptes Rendus Palevol. 15 (1–2): 83—102. doi:10.1016/j.crpv.2015.04.001 .
- Mongera, A.; Nüsslein-Volhard, C. (2013). „Scales of fish arise from mesoderm”. Current Biology. 23 (9): R338—R339. PMID 23660349. doi:10.1016/j.cub.2013.02.056 .
- Sharpe, P. T. (2001). „Fish scale development: Hair today, teeth and scales yesterday?”. Current Biology. 11 (18): R751—R752. PMID 11566120. S2CID 18868124. doi:10.1016/S0960-9822(01)00438-9 .
- Turner, S.; Tarling, D. H. (1982). „Thelodont and other agnathan distributions as tests of Lower Paleozoic continental reconstructions”. Palaeogeography, Palaeoclimatology, Palaeoecology. 39 (3–4): 295—311. Bibcode:1982PPP....39..295T. doi:10.1016/0031-0182(82)90027-X.
- Märss, T. (2006). „Exoskeletal ultrasculpture of early vertebrates”. Journal of Vertebrate Paleontology. 26 (2): 235—252. doi:10.1671/0272-4634(2006)26[235:EUOEV]2.0.CO;2.
- Janvier, Philippe (1998). „Early vertebrates and their extant relatives”. Early Vertebrates. Oxford University Press. стр. 123—127. ISBN 978-0-19-854047-2.
- Märss, T. (1986). „Squamation of the thelodont agnathan Phlebolepis”. Journal of Vertebrate Paleontology. 6 (1): 1—11. doi:10.1080/02724634.1986.10011593.
- Botella, H.; J. I. Valenzuela-Rios; P. Carls (2006). „A New Early Devonian thelodont from Celtiberia (Spain), with a revision of Spanish thelodonts”. Palaeontology. 49 (1): 141—154. doi:10.1111/j.1475-4983.2005.00534.x.
- Turner, S. (1991). „Monophyly and interrelationships of the Thelodonti”.  Ур.: M. M. Chang; Y. H. Liu; G. R. Zhang. Early Vertebrates and Related Problems of Evolutionary Biology. Science Press, Beijing. стр. 87—119.
- Ferrón, Humberto G.; Botella, Héctor (2017). „Squamation and ecology of thelodonts”. PLOS ONE. 12 (2): e0172781. Bibcode:2017PLoSO..1272781F. PMC 5328365 . PMID 28241029. doi:10.1371/journal.pone.0172781 .
- Bergen, Dylan J. M.; Kague, Erika; Hammond, Chrissy L. (2019). „Zebrafish as an Emerging Model for Osteoporosis: A Primary Testing Platform for Screening New Osteo-Active Compounds”. Frontiers in Endocrinology (на језику: енглески). 10: 6. ISSN 1664-2392. PMC 6361756 . PMID 30761080. doi:10.3389/fendo.2019.00006 .
- de Vrieze, E.; van Kessel, M. A. H. J.; Peters, H. M.; Spanings, F. A. T.; Flik, G.; Metz, J. R. (2014-02-01). „Prednisolone induces osteoporosis-like phenotype in regenerating zebrafish scales”. Osteoporosis International (на језику: енглески). 25 (2): 567—578. ISSN 1433-2965. PMID 23903952. S2CID 21829206. doi:10.1007/s00198-013-2441-3.
- Zylberberg, L.; Sire, J. -Y.; Nanci, A. (1997). „Immunodetection of amelogenin-like proteins in the ganoine of experimentally regenerating scales of Calamoichthys calabaricus, a primitive actinopterygian fish”. The Anatomical Record. 249 (1): 86—95. PMID 9294653. doi:10.1002/(SICI)1097-0185(199709)249:1<86::AID-AR11>3.0.CO;2-X .
- Sire, Jean-Yves; Donoghue, Philip C. J.; Vickaryous, Matthews K. (2009). „Origin and evolution of the integumentary skeleton in non-tetrapod vertebrates”. Journal of Anatomy (на језику: енглески). 214 (4): 409—440. ISSN 0021-8782. PMC 2736117 . PMID 19422423. doi:10.1111/j.1469-7580.2009.01046.x.
- Richter, M. (1995). „A microstructural study of the ganoine tissue of selected lower vertebrates”. Zoological Journal of the Linnean Society. 114 (2): 173—212. doi:10.1006/zjls.1995.0023.
- Bruet, B. J. F.; Song, J.; Boyce, M. C.; Ortiz, C. (2008). „Materials design principles of ancient fish armour”. Nature Materials. 7 (9): 748—756. Bibcode:2008NatMa...7..748B. PMID 18660814. doi:10.1038/nmat2231.

## Spoljašnje veze
- Hydrodynamic aspects of shark scales
- Fish scales and flow manipulation